# Estació de Palanquinos
Palanquinos és una estació ferroviària situada en el municipi espanyol de Villanueva de las Manzanas a la província de Lleó. Disposa de serveis de Mitjana distància operats per Renfe.

## Situació ferroviària
L'estació es troba en el punt quilomètric 105,020 de la línia fèrria d'ample ibèric que uneix Venda de Baños amb Xixón, a 776 msnm, entre les estacions de Lleó i de Santes Martes. El tram és de via doble i està electrificat. Històricament l'estació pertanyia a la línia Palència-La Corunya.

## Història
L'estació va ser inaugurada el 8 de novembre de 1863 com a part de la línia fèrria de Lleó-Palència, més tard allargada fins a La Corunya. La Companyia dels Ferrocarrils del Nord-oest d'Espanya va ser l'encarregada de la construcció i explotació del traçat. El 1878, l'empresa es va declarar en fallida després d'un intent de fusió amb MZOV i la línia va passar a mans de la Companyia dels Ferrocarrils d'Astúries, Galícia i Lleó creada per a continuar amb les obres iniciades per Nord-oest i gestionar les seves línies. No obstant això la situació financera d'aquesta última també es va tornar ràpidament delicada sent absorbida per la Companyia dels Camins de Ferro del Nord el 1885. El 1941, la nacionalització del ferrocarril a Espanya suposa la desaparició d'aquesta última i la seva integració en l'acabada de crear RENFE.
Des del 31 de desembre de 2004 Renfe Operadora explota la línia mentre que Adif és l'empresa titular de les instal·lacions ferroviàries.
El 2011 les obres de la línia d'alta velocitat entre Valladolid i Lleó van suposar el desplaçament cap al nord de la línia per a fer espai per les vies d'AVE. També es van construir dues noves andanes de 250 metres de llarg i sis d'ample i un nou pas elevat.

## Serveis ferroviaris
Els serveis de Mitjana distància de Renfe que tenen parada en l'estació enllacen Palanquinos amb les ciutats de Lleó i Valladolid passant per Palència. Ocasionalment alguns trens aconsegueixen Medina del Campo.
| Línia MD | Servicio        | Origen/Destino          | Paradas intermedias | Destino/Origen |
| -------- | --------------- | ----------------------- | --- | -------------- |
| 17       | Regional exprés | Palència                | Grijota, Becerril, Paredes de Nava, Cisneros, Vallada, Grajal, Sahagún, El Burgo Ranero, Santas Martas, Palanquino | Lleó           |
| 24       | Regional        | Valladolid-Campo Grande | Valladolid Universitat, Cabezon de Pisuegra, Cubilles de Santa Marta, Duenas, Venta de Banos, Palència, Parets de Nava, Villada, Grajal, Sahagun, Burgo Ranero, Palanquinos, Lleó, La Robla, La Pola de Gordon, Santa Lucia, Villamanín, Busdongo, Linares-Congostina, Fierros, Campomanes, Pola de Lena, Uxo, Mieres-Puente, Llamaquique (Uviéu), Uviéu, Calzada d'Asturies ·ampomanes · Pola de Lena · Uxo · Mieres-Puente · Llamaquique ( · Uviéu · Calzada d Asturias | Xixón          |